# George Delaval
George Delaval (Newcastle-upon-Tyne, circa 1667 – 22 giugno 1723) è stato un ammiraglio, politico e diplomatico britannico, appartenente al partito Whigs, che come Deputato sedette alla Camera dei Comuni dal 1715 al 1723. Tra il 1710 e il 1714 ricoprì anche l'incarico di Ambasciatore in Portogallo.

## Biografia
Nacque circa nel 1667 vicino a Newcastle upon Tyne, terzo figlio di George Delaval di Dissington, Northumberland, e di Margherita Gray. Il padre gli lasciò una eredità di 100 sterline ed egli, nel 1693, si arruolò nella Royal Navy sotto il patronato di suo zio Sir Ralph Delaval (1641-1707) come terzo tenente a bordo della Lennox. Nel 1695 fu promosso captain, e assunto il comando della fregata Orford dopo la firma del trattato di Rijswijk fu mandato in Mediterraneo sotto il comando del viceammiraglio Matthew Aylmer.  Nel 1696 fu posto al comando della fregata Dolphin (26 aprile-23 novembre), poi del vascello da 42 cannoni Foresight e infine del vascello da 54 cannoni Coventry (31 marzo-3 aprile 1697).
Nel 1698 si recò in Nord Africa per negoziare il rilascio dei prigionieri britannici e nel 1700 concluse un trattato per la liberazione dei prigionieri inglesi con il Sultano del Marocco.  Rientrato in Patria nel maggio 1700, gli fu affidato il comando del nuovo vascello di quarto rango Tilbury. Al comando di questo vascello il 24 agosto 1704 partecipò, in forza all'avanguardia della squadra inglese di Sir George Rooke, alla battaglia di Malaga nel corso della guerra di successione spagnola.
Comandò poi in successione i vascelli da 80 cannoni Ranelagh (1704), Royal Oak (1705), Ranelagh (1706). Nel 1706 andò in Spagna al seguito di Lord Peterborough e John Leake, e dopo la fine dell'assedio di Barcellona ne portò la notizia in Gran Bretagna navigando a bordo della fregata Falcon, al comando di suo fratello suo fratello, Robert Delaval. Nel 1707 andò in Portogallo, e nel 1708 si recò nuovamente in Marocco dove firmò con Mulay Isma'il un accordo per impedire gli attacchi contro le navi dei rispettivi paesi. A partire dal 1710 operò per tre anni in Portogallo come inviato straordinario alla corte di Lisbona. Ritornato in Gran Bretagna fu eletto al Parlamento nelle file dei Whigs per il collegio elettorale di West Looe alle elezioni parlamentari britanniche del 1715, votò a favore del governo in ogni votazione registrata. Sempre in quell'anno, dopo aver accumulato una considerevole fortuna, acquistò la tenuta di Seaton Delaval da Sir John Delaval, il capo del ramo più anziano della famiglia, chiedendo a Sir John Vanbrugh di elaborare i progetti per una nuova casa. Promosso contrammiraglio del blu il 23 marzo 1718 fu mandato in Mediterraneo sotto gli ordini di Sir George Byng. Al comando del vascello da 80 cannoni Dorsetshire (1712) si distinse nel corso della battaglia di Capo Passero (11 agosto 1718), dove catturò il vascello spagnolo Santa Isabel da 60 cannoni, venendo poi promosso contrammiraglio del rosso.
Non andò più in mare, e alle elezioni parlamentari britanniche del 1722 fu rieletto deputato al Parlamento per il collegio elettorale di West Looe.  Promosso viceammiraglio del bianco nel febbraio 1723, morì il 22 giugno successivo per una caduta da cavallo.

### Tenute

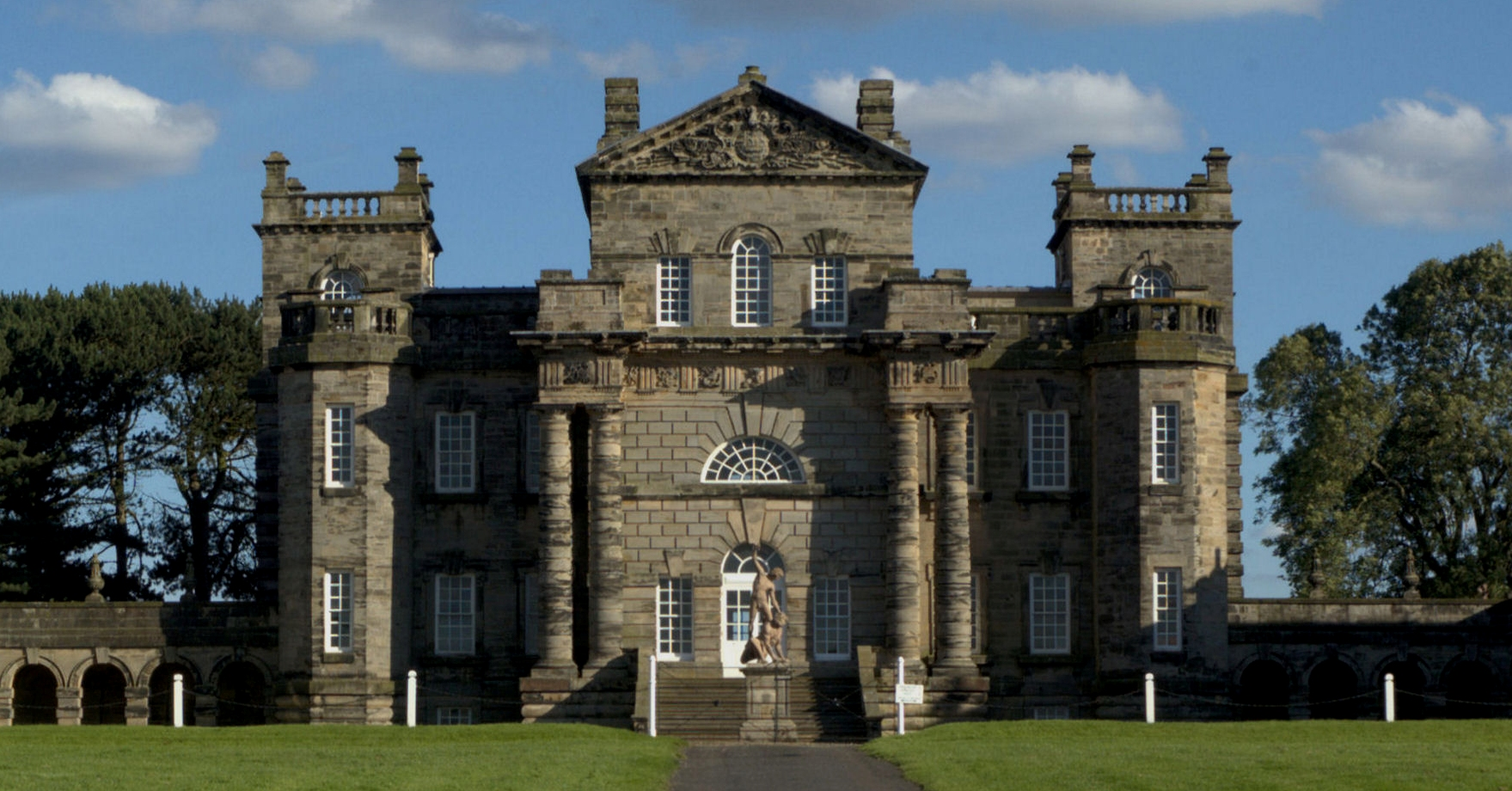
Seaton Delaval Hall vicino Newcastle upon Tyne

Nel 1716 acquistò per 5.000 sterline la proprietà confiscata della famiglia Shafto a Bavington Hall, Northumberland, e nel 1718 acquistò l'antica tenuta della famiglia Delaval a Seaton Delaval dal suo cugino, Sir John Delaval. Assunto l'architetto Sir John Vanbrugh iniziò un'ambiziosa ricostruzione di Seaton Delaval Hall, ma non visse abbastanza da vedere completata la nuova casa; nel 1723, all'età di 55 anni, morì cadendo da cavallo. Il luogo dell'incidente fu segnalato dall'erezione di un obelisco, la cui base sopravvive a ovest della residenza, vicino alla svolta per New Hartley.
Restituì Bavington Hall agli Shafto lasciandola in eredità a George Shafto, che aveva sposato sua sorella. Lasciò la tenuta di Seaton Delaval Hall a suo nipote Francis Blake Delaval.

### Fonti
1. 1 2 3 4 5 6 7 8  Threedecks.
2. 1 2 3 4 5 6 7  History of Parliament.
3. 1 2  National Trust Collections.
4. 1 2  Charnock 1795, p. 96.
5. 1 2 3 4  Charnock 1795, p. 97.
6. 1 2  Charnock 1795, p. 98.